# Spratelloides
Spratelloides es un género de peces clupeiformes de la familia Clupeidae.

## Especies
Se reconocen las siguientes especies:
- Spratelloides delicatulus
- Spratelloides gracilis
- Spratelloides lewisi
- Spratelloides robustus